# Polsat Sport Premium 1
Polsat Sport Premium 1 – polska stacja telewizyjna premium o profilu sportowym, należąca do Telewizji Polsat. Rozpoczęcie nadawania jest związane z nabyciem praw do Ligi Mistrzów UEFA i Ligi Europy UEFA. Kanał znajduje się w pakiecie z Polsat Sport Premium 2 oraz czterema serwisami Polsat Sport Premium 3, 4, 5 i 6 PPV, uruchamianymi tylko na czas trwania spotkań. Stacja nadaje bez reklam i w jakości Super HD. Stacja jest dostępna w ofercie wielu operatorów telewizji satelitarnej i kablowej należą do nich: Polsat Box, Orange, Netia oraz UPC. Polsat Sport Premium 1 można oglądać również w internecie na platformach Polsat Box Go.